# Célula de Hamburgo
La Célula de Hamburgo fue una organización terrorista islámica radicada en la ciudad alemana de Hamburgo. Sus miembros eran estudiantes provenientes de varios países árabes que formaron parte de los atentados del 11 de septiembre de 2001 en los Estados Unidos. Estaba constituida por el egipcio y líder de los cuatro Mohammed Atta, el emiratí Marwan al-Shehhi, el libanés Ziad Jarrah, y por el yemení Ramzi Binalshibh. Said Bahaji, Zakariya Essabar, Mounir el-Motassadeq y Abdelghani Mzoudi colaboraron con ellos y son considerados miembros menores.   

## Historia

### Antecedentes

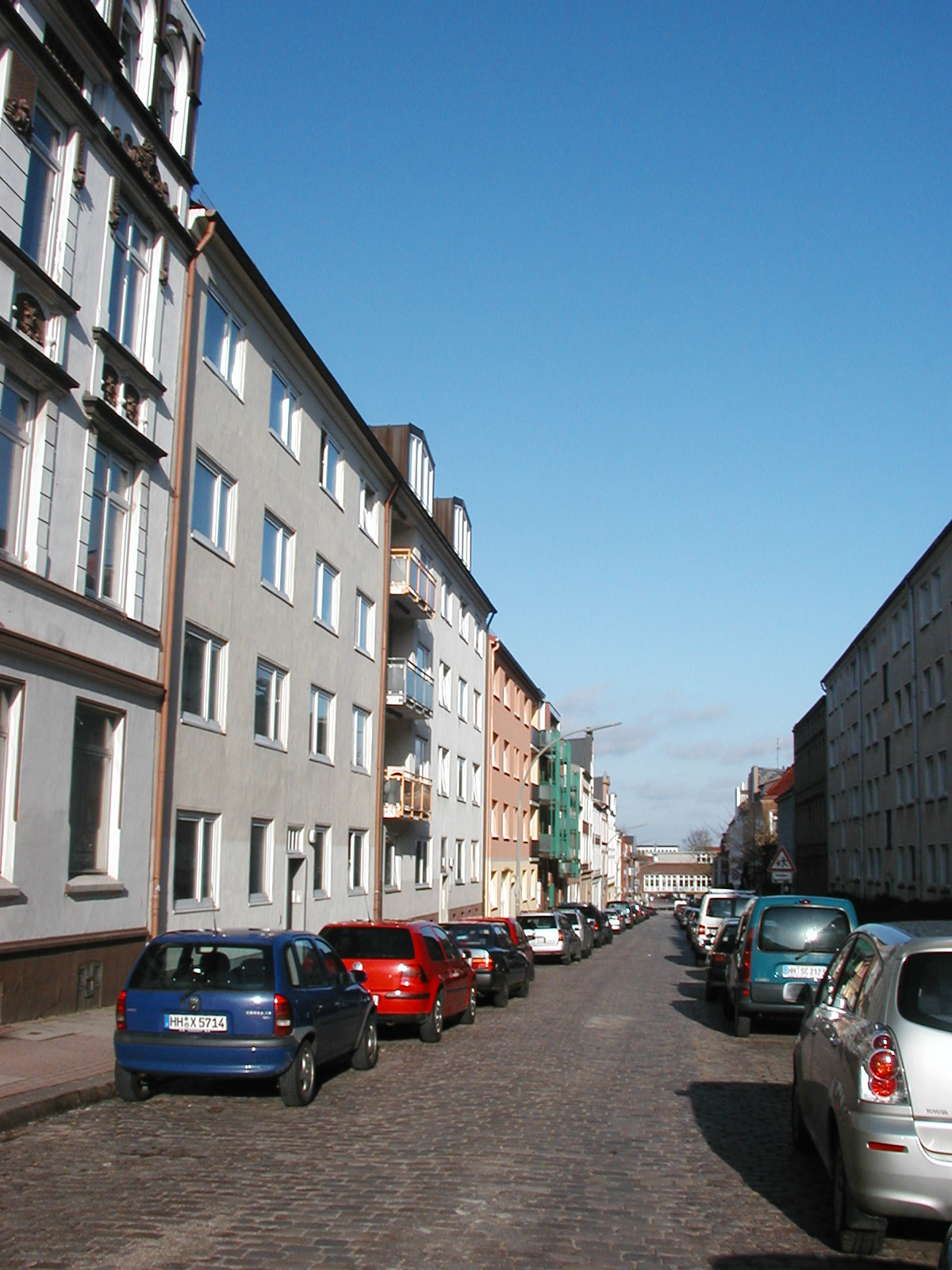
Marienstraße, Hamburgo, donde se formó la organización.

El 1 de noviembre de 1998, Mohamed Atta, Marwan al-Shehhi y Ramzi Binalshibh se mudaron a un apartamento de tres habitaciones (dos dormitorios, una sala de estar y una cocina) en Marienstrasse (Hamburgo). Aquí se formó la Célula de Hamburgo, que también incluyó a otros participantes menores en la planificación de los atentados. Se reunían tres o cuatro veces a la semana y compartían sus pensamientos antiamericanos y antisionistas, y discutían sobre cómo podían convertirse en mártires. Ziad Jarrah no convivió con ninguno de ellos y se desconoce qué tan cercana era su relación con los demás secuestradores.    
En 1999, los cuatro decidieron viajar a Chechenia para combatir contra los rusos en la segunda guerra chechena, pero en algún momento coincidieron con Khalid al-Masri y Mohamedou Ould Slahi, operarios de la organización terrorista Al Qaeda, y estos los convencieron de viajar a Kandahar, Afganistán, para conocer a Osama Bin Laden. Una vez allí, Bin Laden les preguntó si aceptarían una misión suicida, a la que accedieron, y asignó a Atta como líder. Les concedió la "Operación aviones", la cual tenía como objetivo estrellar aviones contra edificios emblemáticos de los Estados Unidos.
Los cuatro dejaron Kandahar y se reunieron con Khalid Sheikh Mohammed, quien fue el financiador del 11-S; este les especificó que los aviones que debían estrellar eran los que más gasolina tenían. Regresaron a Alemania con el objetivo de aprender a pilotear. Atta y Al-Shehhi se enlistaron en la escuela Huffman Aviation en Florida, mientras que Jarrah lo hizo por separado. Binalshibh no pudo obtener su visa para entrar a los Estados Unidos y se quedó en Alemania como mensajero entre los secuestradores en América y Al Qaeda.

### Planificación y ataques
A lo largo del verano del 2001, los secuestradores realizaron diferentes tipos de vuelos para reconocer cuáles eran los aeropuertos que permitirían abordar con cuchillos y cuáles eran los aviones que estaban más cargados con gasolina.
Atta nombró "La Boda" al día del ataque. Él junto con Abdulaziz al-Omari, otro secuestrador, viajó desde Maine hasta Boston, donde abordó el vuelo 11 de American Airlines junto con otros cuatro secuestradores y lo estrellaron contra la Torre Norte del World Trade Center a las 8:46:30 a. m. Al-Shehhi estrelló el vuelo 175 de United Airlines contra la Torre Sur a las 9:02:59 a. m. Jarrah secuestró el vuelo 93 de United Airlines junto con otros terroristas y se desconoce dónde planeaba estrellarlo, aunque se cree que el objetivo era la Casa Blanca o el Capitolio de los Estados Unidos. El avión impactó en un campo al sudoeste de Pensilvania, y se asume que los pasajeros forzaron la caída del mismo.

### Eventos posteriores
Mounir el-Motassadeq, que admitió que era amigo de los integrantes de la organización pero negó haber participado en los atentados, fue sentenciado a quince años de prisión. En 2018 fue expulsado de Alemania, por lo cual fue transferido de Hamburgo a Marruecos.
Un año después de los ataques, Binalshibh fue detenido en Karachi, Pakistán, en una operación en la que murieron otros dos miembros de Al Qaeda; fue localizado luego de usar un teléfono vía satélite.
El 2 de agosto de 2017, el líder de Al Qaeda dijo que Said Bahaji, que se cree que era el encargado de proporcionarle apoyo logístico a la Célula de Hamburgo, "murió en septiembre de 2013 en la frontera entre Afganistán y Pakistán".
Zakariya Essabar nunca fue capturado pero Al Qaeda confirmó que fue asesinado en Afganistán.
Abdelghani Mzoudi fue enjuiciado pero se lo absolvió por falta de pruebas y se encuentra en libertad en Marruecos, su país natal.  

## Adaptación
El 25 de agosto de 2004 se estrenó en el Festival Internacional de Cine de Edimburgo el documental británico La célula de Hamburgo, "uno de los filmes más controvertidos del año" para los organizadores del evento. El documental, dirigido por Antonia Bird, hace hincapié en la fe Jarrah y en cómo se llevaron a cabo los atentados.